# Bassozetus oncerocephalus
Bassozetus oncerocephalus är en fiskart som först beskrevs av Vaillant, 1888.  Bassozetus oncerocephalus ingår i släktet Bassozetus och familjen Ophidiidae. Inga underarter finns listade.

## Bildgalleri

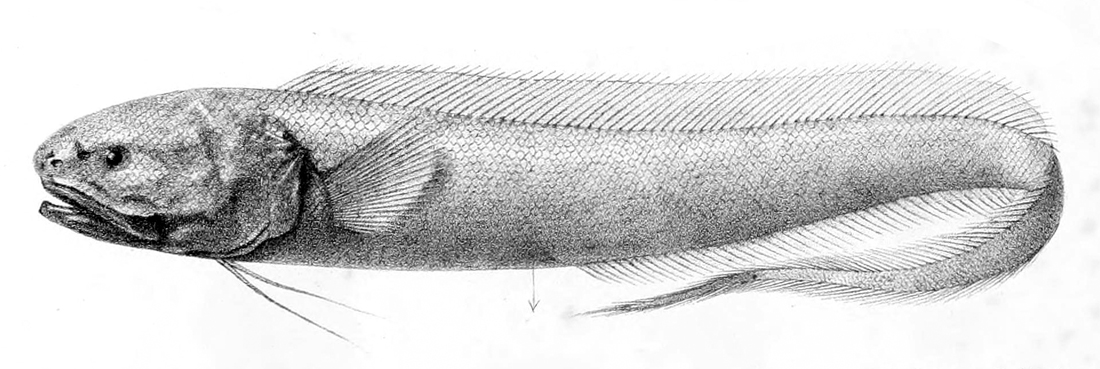